# Givi K'art'ozia
Givi Aleksandrovič K'art'ozia (in georgiano გივი კარტოზია?; Batumi, 29 marzo 1929 – Tbilisi, 3 aprile 1998) è stato un lottatore sovietico, a partire dal 1991 georgiano, specializzato nella lotta greco-romana.

## Palmarès

### Olimpiadi
- 2 medaglie:
  - 1 oro (Melbourne 1956 nei 79 kg)
  - 1 bronzo (Roma 1960 negli 87 kg)

### Mondiali
- 3 medaglie:
  - 3 ori (Napoli 1953 nei 79 kg; Karlsruhe 1955 nei 79 kg; Budapest 1958 nei 79 kg)